# محمدرضا البرزی

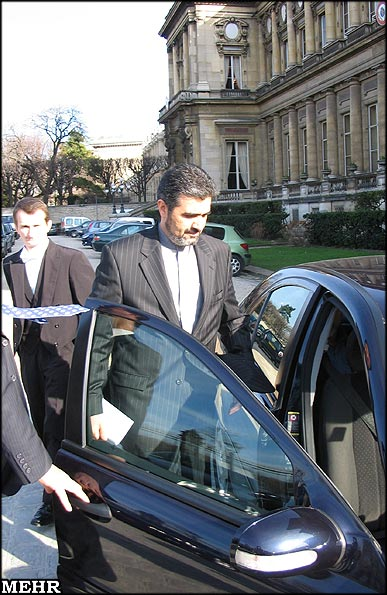
محمدرضا البرزی، دیپلمات جمهوری اسلامی - ۱۳۸۴

محمدرضا البرزی دیپلمات ایرانی است. او پیشتر سفیر و نمایندهٔ دائم ایران در دفتر سازمان ملل در ژنو، مدیرکل سیاسی و بین‌الملل وزارت امور خارجه ایران در زمان وزارت کمال خرازی و عضو تیم مذاکره‌کننده هسته‌ای ایران در زمان حسن روحانی بوده‌ است.